# Rus (Jaén)
Rus ist ein südspanischer Ort und eine aus dem Hauptort und mehreren Weilern bestehende Gemeinde (municipio) mit insgesamt 3.407 Einwohnern (Stand: 2024) im Zentrum der Provinz Jaén in der autonomen Region Andalusien. 

## Lage
Rus liegt knapp 45 km (Fahrtstrecke) nordöstlich der Provinzhauptstadt Jaén in einer Höhe von ca. 590 m. Das Klima im Winter ist gemäßigt, im Sommer dagegen warm bis heiß; die geringen Niederschlagsmengen (ca. 585 mm/Jahr) fallen – mit Ausnahme der nahezu regenlosen Sommermonate – verteilt übers ganze Jahr.

## Bevölkerungsentwicklung
| Jahr      | 1970  | 1980  | 1990  | 2000  | 2010  | 2020  |
| Einwohner | 3.842 | 3.662 | 3.694 | 3.759 | 3.775 | 3.507 |

Die deutliche Bevölkerungsrückgang in der zweiten Hälfte des 20. Jahrhunderts ist im Wesentlichen auf die nahezu ausschließliche Anpflanzung von Olivenbäumen, die damit einhergehende Mechanisierung und den daraus resultierenden Verlust von Arbeitsplätzen zurückzuführen.

## Sehenswürdigkeiten
- arabischer Turm aus dem 13. Jahrhundert
- Hypogäum von Valdecanales, westgotisches Höhlenkloster aus dem 6./7. Jahrhundert
- Kirche Mariä Himmelfahrt (Iglesia de Nuestra Señora de la Asunción)

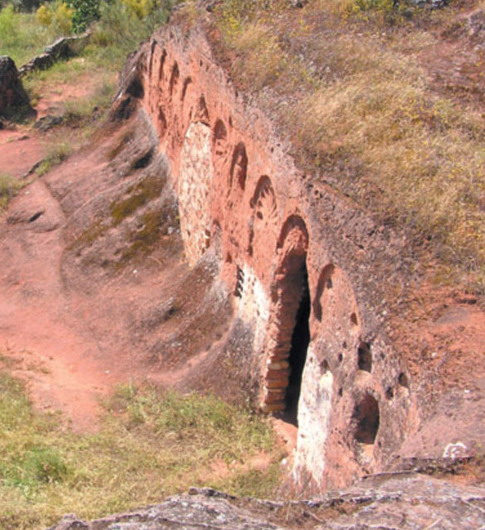
Hypogäum von Valdecanales
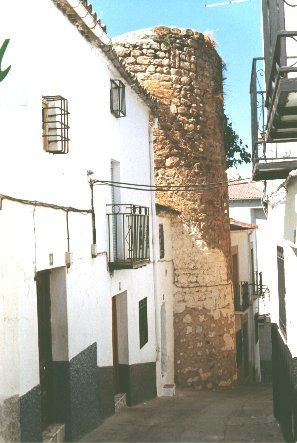
Turm
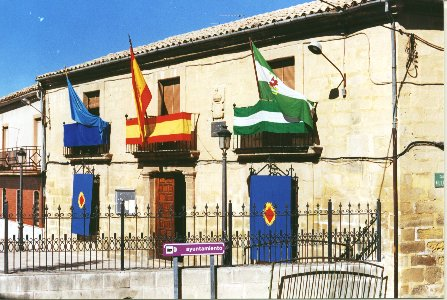
Rathaus